# Астана (футбольний клуб)
Футбольний клуб «Астана» (каз. Astana Futbol Kluby) — казахстанський професіональний футбольний клуб з Астани. Заснований 2009 року в місті Алмати. Домашні матчі проводить на стадіоні «Астана Арена», що має 30 000 місць.

## Назва клуби
- 2009 — заснований як «Локомотив»
- 2011 — перейменований у сучасну назву

## Історія
27 грудня 2008 року керівники футбольних клубів «Мегаспорт» Мелс Катаєв і «Алма-Ата» Талгат Жантемір повідомили про створення в Казахстані нового футбольного клубу, який був заснований на базі цих двох команд. Таке рішення було прийнято в зв'язку економічною кризою в країні. Першим головним тренером команди став екс-тренер «Кайрата» Вахід Масудов. Команду назвали «Локомотив» так як генеральним спонсором клубу став оператор магістральної залізничної мережі Казахстану «Казахстанські залізниці», який разом з акіматом Астани побажав, щоб клуб базувався в столиці. На початку наступного місяця «Локомотив» провів перший навчально-тренувальний збір в ОАЕ, куди були запрошені гравці клубів «Кайрат», «Алма-Ата», «Мегаспорт» і «Шахтар» (Караганда). Команда провела три матчі проти «Пахтакора», «Нефтчі» й «Стреди», в яких відповідно зіграла внічию, програла й перемогла. У лютому «Локомотив» поповнився колишніми зірками московського «Спартака» Андрієм Тихоновим і Єгором Титовим, разом з ними в клуб прийшов тренер-консультант Сергій Юран. Саме Юран був змушений розпочинати сезон на посаді головного тренера «Локомотива», після несподіваного відходу Масудова за тиждень до старту чемпіонату. Спочатку новим наставником команди став Володимир Гулямхайдаров, проте вже через два дні був знятий з посади. Напередодні старту чемпіонату Казахстану «Локомотив» окрім іменитих російських футболістів повернув на батьківщину Андрія Карповича з московського «Динамо». Окрім них клуб запросив найсильніших казахстанських футболістів — Романа Нестеренка, Рената Абдуліна, Максат Байжанова і Жамбіла Кукеєва. Також на сезон був заявлений президент клубу Даніяр Хасенов.

### Перший сезон
Напередодні сезону «Локомотив» відразу ж почав вважатися фаворитом в боротьбі за чемпіонський титул, проте незіграний склад та немолоді новачки могли принести проблеми клубу. Такі думки розпочали висловлювати після того як «Локомотив» в передсезонній підготовці програв чинному чемпіону «Актобе» з рахунком 0:6. Першу офіційну гру клуб провів в Сатпаєві в рамках першого туру чемпіонату Казахстану. Матч закінчився з рахунком 3:4 на користь «залізничників». Першим голом клубу в офіційному матчі відзначився Олександр Шатських, у другому таймі він приніс перемогу команді. Капітаном команди був призначений Тихонов, який вже в другому турі проти «Кайсара» оформив дубль, а в третьому турі забив переможний м'яч з пенальті. Перша гра на тимчасово домашньому стадіоні «Центральний» в Алматі завершилася перемогою, незважаючи на травми двох форвардів — Хасенова й Шатських. Перемогу в грі знову приніс Тихонов, який оформив черговий дубль. Наступні дві гри команда знову виграла «всуху», були обіграні «Іртиш» й «Тобол». Першої поразки в чемпіонаті команда зазнала в грі восьмого туру проти «Шахтаря». До цього моменту «Локомотив» лідирував у турнірній таблиці разом з «Актобе», якому програв першу зустріч 1/8 фіналу Кубка Казахстану. Після декількох поразок через відсутність форвардів. Юран запросив в команду чергового легіонера — Баффура Гьяна та Максим Шацьких. Перший матч в Астані команда проводила в рамках 12 туру на «Центральному стадіоні» проти «Актобе», і зазнав поразки. Через декілька днів «залізничники» виграли у «Актобе» в матчі-відповіді 1/8 фіналу Кубка Казахстану з рахунком 2:1, проте гостьовий гол Мурата Тлешева вивів актюбінців у наступний раунд. У липні «Локомотив» брав участь в матчі-відкриття свого нового домашнього стадіону — «Кажимукан». Команда в цій зустрічі обіграла молодіжну збірну Казахстану з рахунком 5:2. 16 липня «Локомотив» представив ще одного новачка команди — Давида Лорію, який на правах оренди перейшов у клуб на півроку. До 18 туру «Локомотив» очолив турнірну таблицю, проте в «Актобе» були три матчі в запасі. Очна зустріч двох клубів завершилася перемогою «Локомотива», проте актюбинці завершили сезон вдаліше і стали чемпіоном країни.
На початку листопада стало відомо про відхід всього тренерського штабу на чолі з Сергієм Юраном, а також про заборгованість «Локомотива» перед тренерами і гравцями. Всій команді перестали платити ще в середині літа. Наприкінці січня 2010 року в «Локомотив» прийшло нове керівництво. Команду покинули генеральний директор Мелс Катаєв і начальник команди Юрій Хен. Новим гендиректором був призначений Асхат Акилбеков, а спортивним — Володимир Нідергаус. Президентом «Локомотива» став Данияр Хасенов, який завершив кар'єру гравця. Новим головним тренером команди став Хольгер Фаг. Помічником Фага став німецький фахівець Саша Франц. У штаб також прийшли тренер воротарів Євген Набойченко і тренер з фізичної підготовки Джамшид Умаров. 31 січня «Локомотив» вирушив на перший закордонний збір до Туреччини. Ряд футболістів не були запрошені на ці збори, в їх числі були Титов і Тихонов, які вирішили самостійно дістатися до пункту збору «Локомотива» в Туреччині, однак футболістів не пустили в готель, де розташувалася команда. Пізніше гроші, обіцяні за контрактом, в ході розглядів були виплачені.

### Перші трофеї
Сезон 2010 року «Локомотив» розпочав скомкано. У першому колі чемпіонату команда заробляла очки через матч і переважно на домашньому стадіоні. Головним бомбардиром команди з перших турів, став Ігор Бугайов. На початку квітня в клуб на пост президента прийшов Григорій Лорія. Через місяць «Локомотив» за рішенням УЄФА не був допущений до кваліфікаційних раундів Ліги Європи 2010/11 через невідповідність «правилам трьох років»", згідно з якими в європейських клубних турнірах мають право брати участь лише ті команди, які виступають в національних першостях не менше трьох років. 16 травня «Локомотив» стартував перемогою в Кубку Казахстану матчем 1/8 фіналу, проти алматинської «Цесни». З перемоги в 16 турі над «Шахтарем» «залізничники» розпочали безпрограшну серію, до якої відразу увійшли перемоги над «Актобе» й лідируючим «Тоболом». За підсумками першого етапу чемпіонату «Локомотив» пробився до лідируючої шістки команд, де продовжив свою серію, до яких увійшли перемоги в національному кубку. У чвертьфіналі і першому півфіналі команда обіграла «Тараз» і «Жетису» відповідно. Безпрограшну серію, яка тривала 18 матчів перервав майбутній чемпіон країни «Тобол», а сам «Локомотив» за підсумками сезону посів четверту сходинку в чемпіонаті. Кінець сезону видався для клубу вдалим. У матчі-відповіді півфіналу «Локомотив» знову обіграв «Жетису». Перемогу в грі знову приніс Бугайов, який забивав у всіх попередніх матчах кубка. 14 листопада 2010 року «Локомотив» став володарем Кубка Казахстану, обігравши в фіналі на рідному стадіоні «Астана Арена» карагандинський «Шахтар» з рахунком 1:0. Голом відзначився Михайло Рожков.
2 березня 2011 року клуб виграв Суперкубок Казахстану, обігравши на стадіоні «Астана Арена» чемпіона країни 2010 року костанайський «Тобол» з рахунком 2:1 (у складі «Локомотива» зробив дубль Бугайов, за «Тобол» забив м'яч Олександр Кисліцин).

### «Астана»
1 червня 2011 року було повідомлено, що 20 травня 2011 року засновники клубу ухвалили рішення про його перейменування в «Астану». Уже до оголошення про перейменування ходили чутки, що викликало обурення деяких фанатів клубу. Вони вимагали залишити назву клубу і зберегти синьо-білі кольори клубу. Також це викликало обурення уболівальників іншого однойменного ФК «Астана», який грав у Першій лізі.
11 листопада 2011 року головним тренером «Астани» був призначений українець Олег Протасов. Після поразки з великим рахунком від аутсайдера «Окжетпеса» з рахунком 1:4 Протасов добровільно подав у відставку. Незабаром на посаду головного тренера був запрошений чеський тренер збірної Казахстану Мірослав Беранек.
У чемпіонаті країни 2013 року «Астана» з 7 туру по 32 тур переслідувала майбутнього чемпіона «Актобе», але так і залишилася на другому місці. Беранек в ході турніру замінив румунський фахівець Йоан Андоне. Але й він пішов наприкінці сезону.

### Епоха Стойлова: 2014—2018

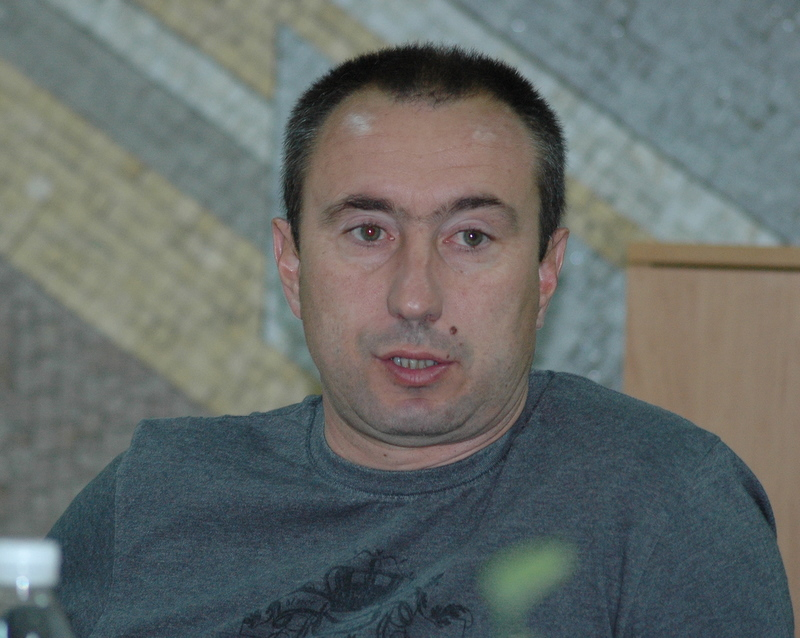
Станимир Стойлов

21 червня 2014 року головним тренером призначений болгарський фахівець Станимир Стойлов. У перші місяці своєї роботи Стойлов виводить «Астану» до плей-офф Ліги Європи 2014/15, програвши там іспанському «Вільярреалу» з загальним рахунком 0:7. Потім «Астана» включилася в боротьбу за чемпіонство разом з «Актобе» і «Кайратом». 1 листопада «Астана» стала достроковим чемпіоном Казахстану, обігравши кизилординський «Кайсар» з рахунком 3:0, а головний конкурент «Астани» «Кайрат», упустив шанси на чемпіонство, програвши в гостях іншому конкуренту «Астани» — «Актобе».
Сезон 2015 рік почався з перемогою над «Кайратом» у Суперкубку. По ходу сезону його знову випереджали основні конкуренти «Актобе» і «Кайрат». Дебют столичних у Лізі чемпіонів почався з поразки у гостях від «Марибора», потім астанчані дивом вийшли в плей-офф, забивши на останніх хвилинах матчу з ГІКом, а звідти вперше потрапили в груповому етапі. «Астана» потрапила в групу С, де суперники стають турецький «Галатасарай», португальська «Бенфіка» й іспанська «Атлетіко» з Мадрида. По ходу турніру «столичні» створили сенсацію, зігравши вдома з «Атлетіко» внічию. 8 листопада «Астана» знову стає чемпіоном Казахстану, перемігши вдома «Актобе» з рахунком 1:0. Повертаючись до Ліги Чемпіонів, в останньому матчі в Стамбулі столичні претендували на вихід до 1/16 фіналу Ліги Європи, але не втримала перемогу з рахунком 1:0, зігравши внічию з «Галатасараєм». Відразу після цього матчу «Астана» продовжила контракт зі Стойловим ще на 2 роки.
У сезоні 2016 року «Астана» завойовує золотий дубль. Програвши «Кайрату» у Суперкубку, астанчани виграли третє чемпіонське підряд і Кубок Казахстану, перемігши того ж «Кайрата» на засніженому полі в Алмати. В єврокубках столичні не зуміли повторити торішній успіх, програвши «Селтіку» з загальним рахунком 2:3, проте вони ж зуміли вийти в груповому етапі Ліги Європи, де посіли останнє 4 місце.
2017 рік став найкращим роком для «Астани». Сезон знову почався з поразки від «Кайрата» в Суперкубку. У Кубку Казахстану 1/8 фіналу столичні несподівано програли талдикорганскому «Жетису». У Лізі Чемпіонів «Астана» дійшла до плей-офф, де знову програли «Селтіку» з загальним рахунком 4:8. У чемпіонаті Казахстані четвертий раз поспіль завоювали чемпіонство, випередивши «Кайрата» лише на одне очко. Однак астанчани створили сенсацію, зайнявши 2 місце в групі А, і виходять в 1/16 фіналу Ліги Європи. 29 грудня «Астана» подарувала президентові Казахстану Нурсултану Назарбаєву м'яч, який вивів команду в 1/16 Ліги Європи. У наступному році в 1/16 фіналі гідно грали з португальською «Спортінгом», зігравши з ним з рахунком 3:3 в гостях у Лісабоні. Результати в єврокубках дозволили «Астані» піднятися на 66 місце в клубному рейтингу УЄФА.

### 2018—
Ще в січні «Астана» продовжила співпрацю зі Стойловим на рік, однак 1 березня він був призначений головним тренером збірної Казахстану. На місце головного тренера призначений помічник Стойлова — Григорій Бабаян. Початок його роботи виявився успішним, команда виграла Суперкубок. Однак після сенсаційної поразки від Акжаїка в гостях (0:3) з'явилися чутки щодо його відставки. В результаті 1 червня призначений новий головний тренер — Роман Григорчук. Вже в першому ж матчі, 17 червня, під керівництвом українського фахівця столична команда в чемпіонаті Казахстану з рахунком 3:0 перемогла павлодарський «Іртиш». В наступному поєдинку «Астана» з мінімальним рахунком (2:1) на виїзді перемогла алматинський «Кайрат», завдяки чому по завершенні 15-о туру Прем'єр-ліги Казахстану одноосібно очолила турнірну таблицю. Вдало стартувала столична команда й у кваліфікації Ліги чемпіонів. Спочатку вдома казахи з рахунком 1:0 перемогли «Сутьєску», а потім й на виїзді впевнено перемогли чорногорців, 2:0. У другому кваліфікаційному раунді суперником «Астани» був «Мідтьюлланн». У першому поєдинку, який проходив у Казахстані, столична команда вирвала перемогу з рахунком 2:1, а в Данії казахська команда зіграла в нульову нічию проти суперника, завдяки чому вийшла до наступного раунду змагання. У третьому кваліфікаційному раунді команда Романа Григорчука зустрілася з загребським «Динамо» й вдома з рахунком 0:2 поступилася хорватам. Проте й у матчі-відповіді «Астана» також поступилася, 0:1, та вилетіла з Ліги чемпіонів. У середині серпня Роман Григорчук тимчасово залишив посаду головного тренера клубу, на цій посаді українця замінив один з його помічників. Після цього «Астана» продовжила шлях у Лізі Європи, де за сумою двох матчів здолала кіпрський АПОЕЛ й вийшла до групового раунду турніра.

### Таблиця виступів у Прем'єр-лізі
| Рік  | Місце | Іг | В  | Н  | П  | М'ячі | Бомбардири                                          |
| 2009 |       | 26 | 20 | 0  | 6  | 54-24 | Андрій Тихонов — 12                                 |
| 2010 | 4     | 32 | 14 | 8  | 10 | 41-28 | Ігор Бугайов — 11                                   |
| 2011 | 4     | 32 | 16 | 7  | 9  | 50-37 | Драган Богавац — 12                                 |
| 2012 | 5     | 26 | 13 | 7  | 6  | 34-24 | Танат Нусербаєв — 10                                |
| 2013 |       | 32 | 19 | 5  | 8  | 54-35 | Танат Нусербаєв, Дамір Кояшевич, Патрік Твумасі — 6 |
| 2014 |       | 32 | 18 | 10 | 4  | 63-26 | Фоксі Кетевоама — 16                                |
| 2015 |       | 32 | 20 | 7  | 5  | 55-26 | Танат Нусербаєв — 11                                |
| 2016 |       | 32 | 23 | 4  | 5  | 47-21 | Джордже Деспотович — 8                              |
| 2017 |       | 33 | 25 | 4  | 4  | 74-21 | Жуніор Кабананга — 19                               |
| 2018 |       | 33 | 24 | 5  | 4  | 68-22 | Марин Томасов — 14                                  |
| 2019 |       | 33 | 22 | 3  | 8  | 67-28 | Марин Томасов — 19                                  |
| 2020 | 3     | 20 | 11 | 3  | 6  | 32-21 | П'єрос Сотіріу, Рунар Мар Сігурйонссон — 6          |
| 2021 |       | 26 | 17 | 6  | 3  | 53-25 | Марин Томасов — 17                                  |
| 2022 |       | 26 | 16 | 5  | 5  | 65-24 | Педру Еуженіу — 17                                  |
| 2023 |       | 26 | 16 | 5  | 5  | 36-24 | Абат Аймбетов — 8                                   |
| 2024 |       | 26 | 14 | 4  | 6  | 39-19 | Чарльз Чінеду — 7                                   |

## Досягнення

### Національні
- Прем'єр-ліга Казахстану
  -  Чемпіон (7): 2014, 2015, 2016, 2017, 2018, 2019, 2022
  -  Срібний призер (5): 2009, 2013, 2021, 2023, 2024

- Кубок Казахстану
  -  Володар (3): 2010, 2012, 2016
  -  Фіналіст (1): 2015

- Кубок казахської ліги
  -  Володар (1): 2024

- Суперкубок Казахстану
  -  Володар (6): 2011, 2015, 2018, 2019, 2020, 2023
  -  Фіналіст (4): 2013, 2016, 2017, 2021

## Єврокубки
Станом на 12.09.2019
| Змагання            | Матчів | В  | Н  | П  | ЗМ | ПМ  | РМ  |
| ------------------- | ------ | -- | -- | -- | -- | --- | --- |
| Ліга чемпіонів УЄФА | 30     | 11 | 10 | 9  | 34 | 39  | −5  |
| Ліга Європи УЄФА    | 44     | 17 | 9  | 20 | 64 | 73  | -9  |
| Загалом             | 76     | 28 | 19 | 29 | 98 | 112 | -14 |

Посезонна статистика виступів у єврокубках:
| Сезон   | Змагання       | Раунд   | Країна     | Суперник            | Вдома | На виїзді | Загальний рахунок |
| ------- | -------------- | ------- | ---------- | ------------------- | ----- | --------- | ----------------- |
| 2013/14 | Ліга Європи    | I КР    | Болгарія   | Ботев               | 0:1   | 0:5       | 0:6               |
| 2014/15 | Ліга Європи    | I КР    | Вірменія   | Пюнік               | 2:0   | 4:1       | 6:1               |
| 2014/15 | Ліга Європи    | II КР   | Ізраїль    | Хапоель (Тель-Авів) | 3:0   | 0:1       | 3:1               |
| 2014/15 | Ліга Європи    | III КР  | Швеція     | АІК                 | 1:1   | 3:0       | 3:1               |
| 2014/15 | Ліга Європи    | Плей-оф | Іспанія    | Вільярреал          | 0:3   | 0:4       | 0:7               |
| 2015/16 | Ліга чемпіонів | II КР   | Словенія   | Марибор             | 3:1   | 0:0       | 3:1               |
| 2015/16 | Ліга чемпіонів | III КР  | Фінляндія  | ГІК                 | 4:3   | 0:0       | 4:3               |
| 2015/16 | Ліга чемпіонів | Плей-оф | Кіпр       | АПОЕЛ               | 1:0   | 1:1       | 2:1               |
| 2015/16 | Ліга чемпіонів | Група C | Португалія | Бенфіка             | 2:2   | 0:2       | 4 місце           |
| 2015/16 | Ліга чемпіонів | Група C | Іспанія    | Атлетіко (Мадрид)   | 0:0   | 0:4       | 4 місце           |
| 2015/16 | Ліга чемпіонів | Група C | Туреччина  | Галатасарай         | 2:2   | 1:1       | 4 місце           |
| 2016/17 | Ліга чемпіонів | II КР   | Литва      | Жальгіріс           | 2:1   | 0:0       | 2:1               |
| 2016/17 | Ліга чемпіонів | III КР  | Шотландія  | Селтік              | 1:1   | 1:2       | 2:3               |
| 2016/17 | Ліга Європи    | Плей-оф | Білорусь   | БАТЕ                | 2:0   | 2:2       | 4:2               |
| 2016/17 | Ліга Європи    | Група В | Греція     | Олімпіакос          | 1:1   | 1:4       | 4 місце           |
| 2016/17 | Ліга Європи    | Група В | Швейцарія  | Янг Бойз            | 0:0   | 0:3       | 4 місце           |
| 2016/17 | Ліга Європи    | Група В | Кіпр       | АПОЕЛ               | 2:1   | 1:2       | 4 місце           |
| 2017/18 | Ліга чемпіонів | II КР   | Латвія     | Спартакс Юрмала     | 1:1   | 1:0       | 2:1               |
| 2017/18 | Ліга чемпіонів | III КР  | Польща     | Легія               | 3:1   | 0:1       | 3:2               |
| 2017/18 | Ліга чемпіонів | Плей-оф | Шотландія  | Селтік              | 4:3   | 0:5       | 4:8               |
| 2017/18 | Ліга європи    | Група А | Ізраїль    | Маккабі Тель-Авів   | 4:0   | 1:0       | 2 місце           |
| 2017/18 | Ліга європи    | Група А | Чехія      | Славія Прага        | 1:1   | 1:0       | 2 місце           |
| 2017/18 | Ліга європи    | Група А | Іспанія    | Вільярреал          | 2:3   | 1:3       | 2 місце           |
| 2017/18 | Ліга європи    | 1/16    | Португалія | Спортінг            | 1:3   | 3:3       | 4:6               |
| 2018/19 | Ліга чемпіонів | I КР    | Чорногорія | Сутьєска            | 1:0   | 2:0       | 3:0               |
| 2018/19 | Ліга чемпіонів | II КР   | Данія      | Мідтьюлланн         | 2:1   | 0:0       | 2:1               |
| 2018/19 | Ліга чемпіонів | III КР  | Хорватія   | Динамо              | 0:2   | 0:1       | 0:3               |
| 2018/19 | Ліга Європи    | Плей-оф | Кіпр       | АПОЕЛ               | 0:1   | 1:0       | 1:1 (2:1)         |
| 2018/19 | Ліга Європи    | Група К | Україна    | Динамо (Київ)       | 0:1   | 2:2       | 3 місце           |
| 2018/19 | Ліга Європи    | Група К | Франція    | Ренн                | 2:0   | 0:2       | 3 місце           |
| 2018/19 | Ліга Європи    | Група К | Чехія      | Яблонець            | 2:1   | 1:1       | 3 місце           |
| 2019/20 | Ліга чемпіонів | I КР    | Румунія    | ЧФР                 | 1:0   | 1:3       | 2:3               |

## Клубні кольори та форма
|  | Домашня форма 2009-2011 |  | Гостьова форма 2009-2011 | Домашня форма 2012 | Гостьова форма 2012 |  | Домашня форма 2013 | Гостьова форма 2013 |  | Домашня форма 2014 | Гостьова форма 2014 |  |

Основні кольори клубу — синій та білий. З 2011 року, після перейменування команди, до синього також був доданий жовтий колір. Під назвою «Локомотив» клуб виступав у формі різних відтінків синього, з білими буквами і цифрами на футболках. Гостьовий комплект форми включав у себе повністю білу форму. У червні 2011 року в зв'язку зі зміною назви клубу на «Астану» клубні кольори не змінилися, проте кольори прізвищ і номерів на футболках помінялися на жовтий колір. Починаючи з сезону 2012 років колір домашнього комплекту форми змінився на жовтий і синій. Гостьовий комплект став синього кольору, з білими гетрами. Починаючи з сезону 2013 року «Астана» повернула синій колір як основний, а жовтий — другорядний. Гостьовий комплект знову став повністю білим з синіми рукавами.

## Стадіон

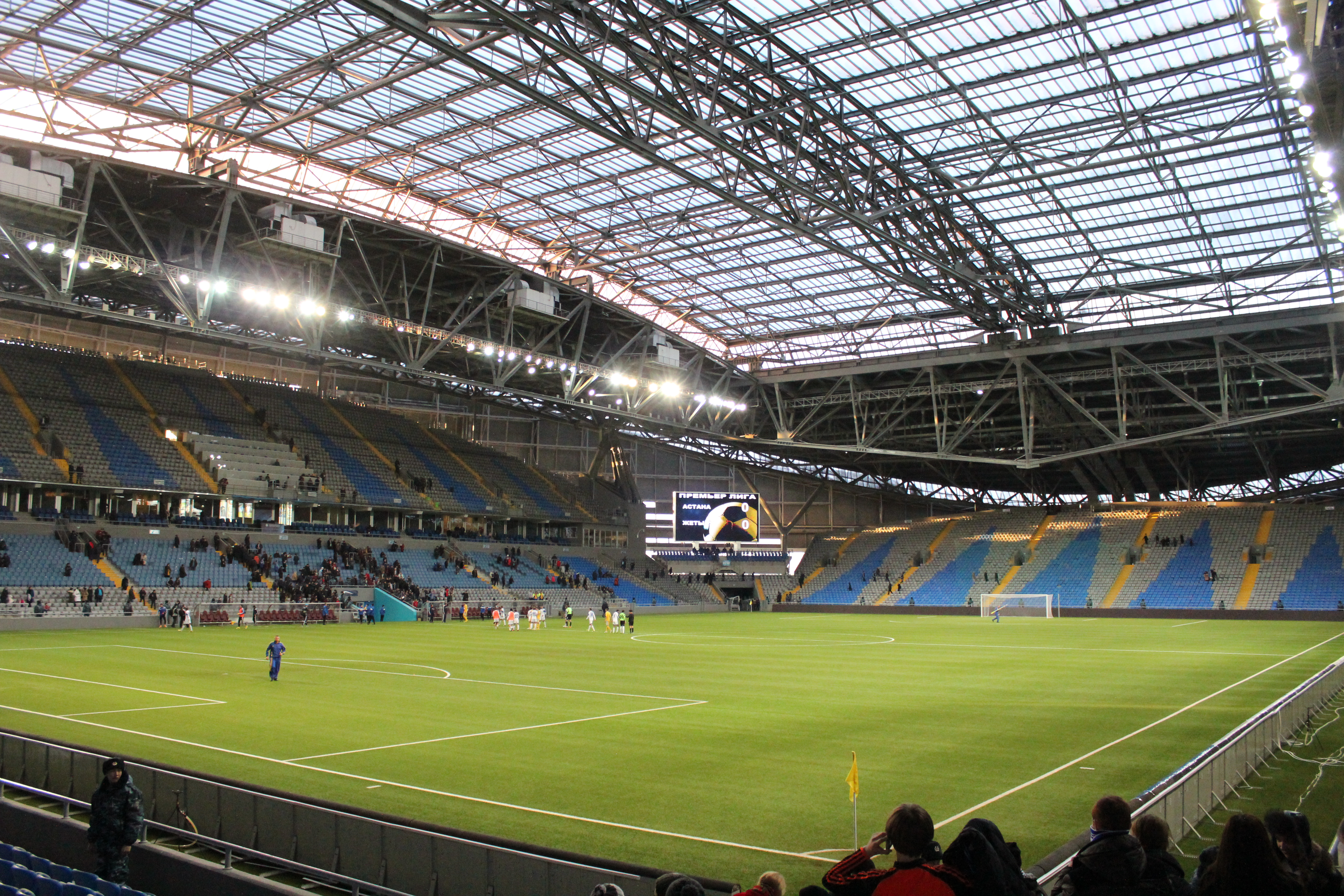
Астана Арена

Спортивний комплекс «Астана Арена» вміщає 30 200 глядачів. Один з шести подібних стадіонів у світі, мають рухливу систему покрівлі розмірами 10 000 м².

## Бренди та спонсорство
| Період    | Виробник форми | Титульний спонсор       |
| --------- | -------------- | ----------------------- |
| 2009-13   | Adidas         | Казахстанські залізниці |
| 2013-2018 | Adidas         | Zott                    |

У лютому 2018 року футбольний клуб уклав спонсорський контракт на 12 місяців з букмекерською конторою 1xBet.

## Логотипи

2011—2013
2014—2019
2020—

## Керівництво
- Саян Жексигелдиєвич Хамітжанов — президент[81]
- Кайсар Рауфович Бекенов — генеральний менеджер[81]
- Олександр Іванович Коночкін — спортивний директор[81]

## Відомі тренери
Список усіх головних тренерів «Астани»:
| Ім'я                   | Період роботи          |
| ---------------------- | ---------------------- |
| Вахід Масудов          | 2009                   |
| Володимр Гулямхайдаров | 2009                   |
| Сергій Юран            | 2009–2010              |
| Гольгер Фах            | 2010–2011              |
| Олег Протасов          | 2011                   |
| Мирослав Беранек       | 2012–2013              |
| Іоан Андоне            | 2013, липень–листопад  |
| Вадим Абрамов          | 2013, листопад–грудень |
| Станимир Стойлов       | 2014–2018, лютий       |
| Григорій Бабаян        | 2018, березень–червень |
| Роман Григорчук        | 2018, червень–2020.    |

## Рекорди

### Командні рекорди
- Найбільші перемоги: 7: 0 — проти Атирау, 6:1 — проти Актобе
- Найбільша перемога вдома: 7:0 — проти Атирау, 6:1 — проти Актобе
- Найбільша перемога в гостях: 1: 6 — проти Іртиша, 1:5 — проти Окжетпеса,
- Найбільша поразка: 0:5 — проти Іртиша
- Найбільша поразка вдома: 0:4 — проти Окжетпеса
- Найбільша поразка в гостях: 0:5 — проти Іртиша
- Рекордна переможна серія в сезоні: 8 матчів (07.03.2009 — 30.04.2009)
- Рекордна безпрограшна серія в сезоні: 17 матчів (17.06.2010 — 27.10.2010)
- Рекордна гольова серія в сезоні: 14 матчів (25.05.2010 — 17.09.2010)
- Рекордна «суха» серія в сезоні: 5 матчів (25.09.2009 — 22.03.2010)

#### Максимальні показники в сезоні
|                    | Усього               | Чемпіонат Казахстану |
| ------------------ | -------------------- | -------------------- |
| Матчі              | 37 (2010)            | 32 (2010, 2011)      |
| Перемоги           | 22 (2009)            | 20 (2009)            |
| Нічиї              | 8 (2010, 2011, 2012) | 8 (2010)             |
| Поразка            | 10 (2010)            | 10 (2010)            |
| Забиті м'ячі       | 58 (2009)            | 54 (2009)            |
| Пропущені м'ячі    | 39 (2011)            | 37 (2011)            |
| Крупні перемоги    | 6 (2009)             | 6 (2009)             |
| крупні поразки     | 2 (2012)             | 2 (2012)             |
| Сухі матчі         | 21 (2010)            | 16 (2010)            |
| Без забитих м'ячів | 10 (2011)            | 10 (2011)            |

#### Мінімальні показники в сезоні
|                    | Усього         | Чемпіонат Казахстану |
| ------------------ | -------------- | -------------------- |
| Матчі              | 29 (2009)      | 26 (2009, 2012)      |
| Перемоги           | 17 (2011)      | 13 (2012)            |
| Нічиї              | 0 (2009)       | 0 (2009)             |
| Поразки            | 7 (2009)       | 6 (2009, 2012)       |
| Забиті м'ячі       | 47 (2012)      | 34 (2012)            |
| Пропущені м'ячі    | 26 (2009)      | 24 (2009, 2012)      |
| Крупні перемоги    | 3 (2011, 2012) | 2 (2012)             |
| Крупні поразки     | 0 (2009, 2010) | 0 (2009, 2010)       |
| Сухі матчі         | 11 (2009)      | 10 (2009)            |
| Без забитих м'ячів | 10 (2011)      | 10 (2011)            |

### Рекорди гравців
- Найбільша кількість голів за сезон: 16 — Фоксі Кетевоама, 2014 рік
- Найбільша кількість голів за сезон у чемпіонаті: 12 — Андрій Тихонов, 2009 рік
- Найбільша кількість гольових передач за сезон: 19 — Андрій Тихонов, 2009 рік
- Найбільша кількість гольових передач за сезон у чемпіонаті: 17 — Андрій Тихонов, 2009 рік
- Наймолодший дебютант: Абзал Бейсебеков — 16 років, 4 місяці, 7 днів (06.04.2009)
- Найстарший дебютант: Андрій Тихонов — 39 років, 9 днів (25.10.2009)
- Наймолодший автор голу: Абзал Бейсебеков — 16 років, 5 місяців, 10 днів  (10.05.2009)
- Найстарший автор голу: Андрій Тихонов — 38 років, 10 місяців (16.08.2009)
- Найкраща «суха» серія за сезон: Ненад Ерич — 565 хвилин (29.04.12 — 16.06.12)
- Найкраща «суха» серія в чемпіонаті: Ненад Ерич — 475 хвилин (29.04.12 — 16.06.12)
- Найкраща «суха» серія в кубку: Олексій Бєлкін — 360 хвилин (26.09.10 — 14.11.10)

### Гравці з найбільшою кількістю зіграних матчів
| № | Ім'я                | Матчі | Період     |
| - | ------------------- | ----- | ---------- |
| 1 | Марат Шахметов      | 107   | 2009–2012  |
| 2 | Михайло Рожков      | 97    | 2010–2012  |
| 3 | [Кайрат Нурдаулетов | 79    | 2010–2012  |
| 4 | Сергій Остапенко    | 65    | 2010, 2012 |
| 5 | Ігор Бугайов        | 64    | 2010–2011  |

### Гравці з найбільшою кількістю забитих м'ячів
| № | Ім'я             | Голи | Період     |
| - | ---------------- | ---- | ---------- |
| 1 | Танат Нусербає   | 35   | 2014–2015  |
| 2 | Ігор Бугайов     | 26   | 2010–2011  |
| 3 | Сергій Остапенко | 13   | 2010, 2012 |
| 4 | Драган Богавац   | 12   | 2011       |
| 5 | Андрій Тихонов   | 12   | 2009       |

### Гравці з найбільшою кілкістю гольових передач
| № | Ім'я               | Голи | Передачі   |
| - | ------------------ | ---- | ---------- |
| 1 | Андрій Тихонов     | 19   | 2009       |
| 2 | Ігор Бугайов       | 11   | 2010–2011  |
| 3 | Нурбол Жумаскалієв | 9    | 2010, 2012 |
| 4 | Сергій Остапенко   | 9    | 2010, 2012 |
| 5 | Танат Нусербає     | 8    | 2011–2012  |
| 6 | Фоксі Кетевоама    | 8    | 2012       |

## Відомі гравці
- Ігор Авдєєв — двічі найкращий футболіст Казахстану (1999—2000), п'ятиразовий призер чемпіонату РК (1999—2009).
- Джордже Деспотович — дворазовий чемпіон Казахстану (2016 2017), дворазовий володар Кубка РК (2015, 2016) і Суперкубка РК (2018).
- Нурбол Жумаскалієв — чемпіон Казахстану (2010) і семиразовий призер.
- Агім Ібраімі — чемпіон Словенії (2012—2013, 2015), володар Кубка (2012—2013, 2016) і Суперкубка (2012—2014), чемпіон Казахстану (2016).
- Жуніор Кабананга — найкращий бомбардир КАН-2017, тричі чемпіон Казахстану (2014/15, 2015/16, 2016/17)
- Роджер Каньяс — чемпіон Колумбії (2009), чотириразовий чемпіон Казахстану (2012, 2014—2016), чемпіон Кіпру (2017).
- Андрій Карпович — двічі чемпіон Казахстану (1999, 2004) і тричі призер (2005, 2009, 2010), бронзовий призер чемпіонату Росії (2008).
- Фоксі Кетевоама — віце-чемпіон Габону (2006) й Угорщини (2009), двічі чемпіон Казахстану (2014, 2015).
- Давид Лорія — найкращий футболіст Казахстану (2006), тричі чемпіон РК (2000, 2001, 2006) і тричі призер.
- Неманья Максимович — чемпіон Європи-U19 (2013), чемпіон світу-U20 (2015), дворазовий чемпіон Казахстану (2015, 2016).
- Кайрат Нурдаулетов — найкращий футболіст Казахстану (2012), двічі чемпіон Казахстану (2002, 2003) і п'ятикратний призер.
- Танат Нусербаєв — триразовий чемпіон Казахстану (2014, 2015, 2016), володар Суперкубка (2011, 2015) і Кубка Казахстану (2012, 2016).
- Патрік Овіє — дворазовий чемпіон Нігерії (1995, 1998), призер чемпіонату Росії (2004), віце-чемпіон Казахстану (2009).
- Михайло Рожков — володар Кубка Казахстану (2010, 2012) і володар Суперкубка Казахстану (2011).
- Патрік Твумасі — чотириразовий чемпіон Казахстану (2014—2017), дворазовий володар Суперкубка РК (2015, 2018) і Кубка РК (2016).
- Єгор Титов — шестиразовий чемпіон Росії (1996—2001) і віце-чемпіон Казахстану (2009).
- Андрій Тихонов — восьмикратний чемпіон Росії (1992—2000) і віце-чемпіон Казахстану (2009).
- Максим Шацьких — шестиразовий чемпіон України (1999—2009) і віце-чемпіон Казахстану (2009).